# União da Jihad Islâmica
União da Jihad Islâmica (UJI;em árabe: اتحاد الجهاد الإسلامي Ittiḥad al-Jihad al-Islāmī), inicialmente conhecida como Grupo da Jihad Islâmica (GJI), é uma organização militante islâmica que tem realizado ataques terroristas no Uzbequistão e tentativas de ataques na Alemanha. O grupo, desde então, está focado no combate as forças paquistanesas nas Áreas Tribais e as forças da OTAN e afegãs no Afeganistão. 

## História
A União da Jihad Islâmica foi fundada em março de 2002 como um grupo dissidente do Movimento Islâmico do Uzbequistão nas Áreas Tribais do Paquistão.  A organização fez tentativas de ataques no Uzbequistão em 2004 e no início de 2005. Em seguida, alterou o seu nome, Grupo da Jihad Islâmica, para União da Jihad Islâmica. Após este período, tornou-se mais próxima do núcleo da al-Qaeda.  Desde a sua reorientação, o foco da organização mudou e passou a planejar ataques terroristas no Paquistão e na Europa Ocidental, especialmente na Alemanha.  Mir Ali, no Waziristão do Norte, é a base da organização onde recrutas ocidentais são treinados para ataques no Ocidente. 